# Magdalenenkapelle (Siemerode)

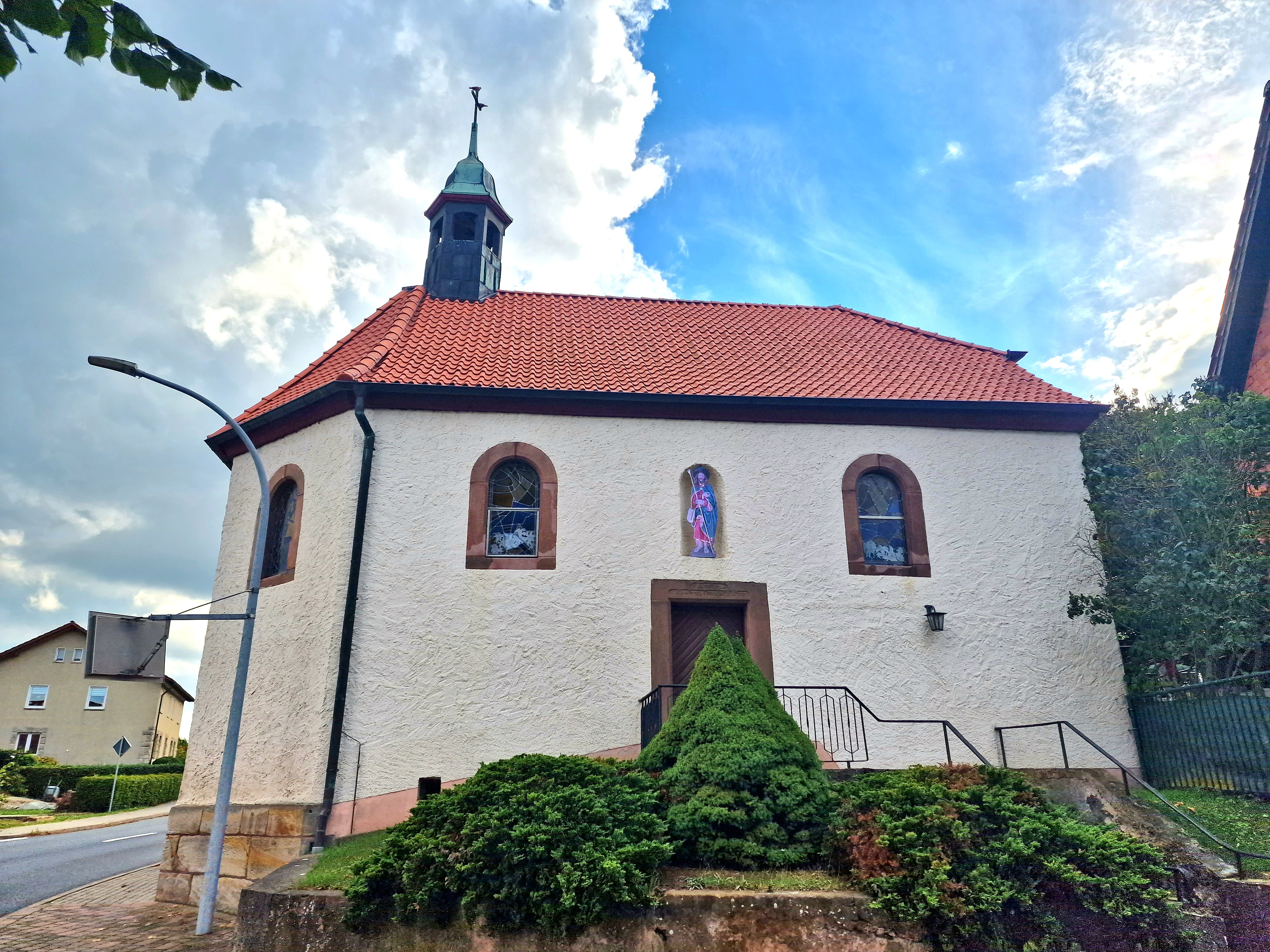
Die Magdalenenkapelle in Siemerode

Die römisch-katholische Magdalenenkapelle steht in Siemerode im thüringischen Landkreis Eichsfeld. Sie gehört zur Pfarrei St. Nikolaus Siemerode im Dekanat Heiligenstadt des Bistums Erfurt. Sie trägt das Patrozinium der heiligen Maria Magdalena.

## Geschichte
Im Jahr 1703 begann der Bau der Kapelle durch die Familie von Steinmetzen inmitten des Dorfes Siemerode, nachdem sie dort einen Hof erworben haben und zu einem Gut erweiterten. Aber bereits vorher soll an dieser Stelle eine Klus mit Heiligenbild gestanden haben, zu der eine Wallfahrt erfolgte. Eingeweiht wurde die Kapelle 1706 durch den Mainzer Weihbischof Johann Jakob Senfft aus Erfurt. Wallfahrten zur Kapelle wurden noch bis etwa 1825 durchgeführt, Gottesdienste gab es regelmäßig mehrmals jährlich bis 1903.
Stifter der Kapelle waren Theodor von Steinmetzen und seine Frau Katharina, geb. von Uslar, die Namen und ihre Wappen sind auf einer Steinplatte an der Ostseite dargestellt. In der Kapelle gibt es eine Familiengruft, wo einige der Familienmitglieder beigesetzt wurden. Die Familie war bis zu ihren Aussterben Ende des 19. Jahrhunderts für den Unterhalt zuständig. Die Kapelle kam 1920 zur Pfarrei St. Nikolaus Siemerode, nachdem sie zwischenzeitlich in evangelischem Besitz war.